# Centaurea subtilis
Centaurea subtilis là một loài thực vật có hoa trong họ Cúc. Loài này được Bertol. mô tả khoa học đầu tiên.